# موتومايا (فوكوشيما)
مدينة موتومايا (بالإنجليزية: Motomiya)‏ هي أحد المدن التابعة لمحافظة فوكوشيما. تأسست رسميًا في 01/01/2007. ويقدر عدد سكانها بـ 31737 نسمة حسب تقدير مكتب الإحصاء الياباني لعام 2012. تبلغ مساحة موتومايا 87.94 كم2. بكثافة سكانية تبلغ 361 نسمة/كم2.

## أعلام
- يامشيتا نيموتو